# Eivind Berggrav
Eivind Josef Berggrav (též Eivind Josef Jensen či Eivind Berggrav-Jensen) (25. října 1884, Stavanger – 14. ledna 1959, Oslo) byl norský luteránský biskup, odpůrce nacismu a významná postava ekumenického hnutí.

## Biografie
Byl synem biskupa Otto Jensena (1856–1918). Univerzitní studia dokončil roku 1908, o rok později se oženil s Kathrine Seipovou, s níž měl pět synů. Působil jako sborový pastor a vězeňský kaplan. Roku 1929 se stal biskupem Hålogalandu. Od roku 1909 byl vedoucím redaktorem časopisu Kirke og Kultur (Církev a kultura). Roku 1937 se stal biskupem Osla a primasem Norska.
Po okupaci Norska vystupoval proti nacistům zdrženlivě, avšak poté, co se Quislingova loutková vláda začala vměšovat do vnitřního života církve a nařídila povinné členství Norů ve věku mezi 10 a 18 lety v nacistické mládežnické organizaci, postavil se na odpor. Dne 24. února 1942 rezignoval na úřad biskupa Osla a primase Norska. Následovalo jej sedm dalších biskupů a o Velikonocích 1942 pak na svůj úřad rezignovalo 92 % pastorů norské luterské církve. V dubnu 1942 byl Berggrav zatčen a po pobytu v koncentračním táboře v Grini byl držen v izolaci až do roku 1945.
V letech 1945–1951 byl opět biskupem v Oslu; v poválečném období zastával též různé funkce ve Světové radě církví a jiných ekumenických organizacích.